# Grünburger Bach
Der Grünburger Bach (auch Grünburgbach, Kitschbach) ist ein Bach in Mittelkärnten. Er entspringt westlich knapp unterhalb des Kamms der Saualpe in der Gemeinde Klein Sankt Paul auf einer Höhe von 2020 m. Der Bach durchfließt dünn besiedeltes Gebiet im Bereich der Ortschaften Grünburg und Katschniggraben. Auf einer Kuppe hoch über dem Grünburgbach und dessen rechtsseitigem Zufluss Feilbauerbach befindet sich die Burgruine Grünburg. Bei Kitschdorf mündet der Grünburger Bach in die Görtschitz.